# Heather Starlet
Heather Starlet, née Lauren Zepernick le 14 août 1989 à Dayton en Ohio, est une actrice pornographique américaine spécialisée dans les scènes lesbiennes.

## Biographie
Une ancienne pom-pom girl née et élevée dans l'Ohio, Starlet a étudié les soins infirmiers avant de faire la transition vers l'âge adulte en 2009 à l'âge de 19 ans.
En septembre de cette année, elle a signé un contrat exclusif avec Digital Playground et a changé son nom pour Janie Summers. Cependant, à la fin du contrat, elle se sépare du studio et revient à l'utilisation de son nom de scène original, sous lequel elle a déjà été remarquée pour son travail dans une série de titres de Girlfriends Films, Immoral Productions, New Sensations et autres. Elle avait fait assez d'impression avant de passer un contrat, en fait, pour obtenir une nomination à AVN Best New Starlet dans la classe 2010.
En octobre 2010, Starlet a décidé d'ajouter anal et interracial à son répertoire à l'écran. "J'ai tourné du porno pendant presque deux ans et j'ai senti qu'il était temps que je montre mon côté sauvage aux fans", a-t-elle dit à l'époque.
Peu de temps après, elle a reçu son tout premier prix, Étoile spéciale de l'année, du CAVR (Cyberspace Adult Video Reviews).
Starlet est la Penthouse Pet de juillet 2012.

## Distinctions
Récompenses
- 2010 CAVR Award - Special Star

Nominations
- 2013 AVN Award - Best All-Girl Group Sex Scene - Meow! 2 (avec Kristina Rose et Valerie Kay)
- 2013 AVN Award - Best Oral Sex Scene - Let Me Suck You 3
- 2013 AVN Award - Best Girl/Girl Sex Scene - Lesbian Psychodramas 6 (avec Shyla Jennings)

## Filmographie sélective
Le nom du film est suivi du nom de ses partenaires lors des scènes pornographiques.
- 2009 : Women Seeking Women 51 avec Kendra Banx
- 2009 : The Violation of Kylie Ireland avec Kylie Ireland, Amber Rayne, Ami Emerson, Bobbi Starr, Keeani Lei, Marie McCray, Nicole Ray et Sammie Rhodes
- 2009 : The 4 Finger Club 27 avec Sara Stone
- 2009 : Mother-Daughter Exchange Club 5 avec Desi Foxx
- 2009 : Mother-Daughter Exchange Club 8 avec Kelly Nichols et Cameron Keys
- 2009 : Lesbian Seductions Older/Younger 25 avec Julia Ann
- 2010 : Women Seeking Women 63 avec Elexis Monroe
- 2010 : Women Seeking Women 65 avec Bobbi Starr
- 2010 : Women Seeking Women 66 avec Darryl Hanah
- 2011 : Dani Daniels' The Yoga Instructor avec Dani Daniels
- 2011 : Please Make Me Lesbian 1 avec Syren De Mer
- 2012 : Road Queen 22 avec Jenna J Ross
- 2012 : Meow! 2 avec Kristina Rose et Valerie Kay
- 2012 : Lesbian Seductions Older/Younger 40 avec Raquel Sieb
- 2012 : Lesbian Seductions Older/Younger 41 avec Crystal Jewels
- 2012 : Lesbian Psychodramas 6 avec Shyla Jennings
- 2013 : Women Seeking Women 93 avec Madison Ivy
- 2013 : Women Seeking Women 100 avec RayVeness
- 2013 : Road Queen 27 avec Alice March
- 2013 : Mother-Daughter Exchange Club 29 avec Raquel Sieb
- 2014 : Women Seeking Women 104 avec Shyla Jennings
- 2014 : Women Seeking Women 107 avec RayVeness
- 2014 : Women Seeking Women 110 avec RayVeness
- 2015 : Girls Love Girls 3 avec Dani Daniels
- 2015 : Lesbian Seductions Older/Younger 51 avec Brenda James
- 2016 : Dani is a Lesbian avec Dani Daniels
- 2016 : Women Seeking Women 127 avec Sara Stone
- 2017 : Celeste Star and Her Girlfriends avec Celeste Star
- 2017 : Julia Ann and Her Girlfriends avec Julia Ann
- 2018 : Jodi West and Her Girlfriends (compilation) avec Jodi West
- 2018 : Samantha Ryan and Her Girlfriends (compilation) avec Samantha Ryan